# 川瀬ゆう子
川瀬 ゆう子（かわせ ゆうこ、8月28日 - ）は、日本の女性声優、歌手、作詞家。エーエス企画所属。旧名：川瀬 ゆうこ。

## 概要
以前はアトリエピーチに所属していた。
吉田健太（本名：吉田健二。元杉山清貴&オメガトライブ）と共に音楽ユニット「NightOwl」を結成し、ボーカル・作詞担当。自主制作CDのリリース、ステージ、ネットラジオなどの活動をしている。

## 出演

### テレビアニメ
- 天使のしっぽChu!（2003年、中野加奈）

### ゲーム
- 地球壊滅的B級カノジョZ 宇宙大戦
- 麻雀幼稚園たまご組2（りえぞう）
- Memories Off 2nd（2001年）
- Missing Blue（2001年、尾振勤）
- おとぎストーリー 天使のしっぽ（2003年、中野加奈）
- エンジェリック・コンサート アンコール（2004年、ふかふか）
- Pia♥キャロットへようこそ!!G.O. SUMMER FAIR（2007年、久我原美森）
- つくものがたり（2011年）
- 文明開華 葵座異聞録（2011年 - 2012年、深見草蝶子） - 2作品

### 吹き替え
- ピートとピートの大冒険（ビッグビンキー）
- ブルーサンダー ※ソフト版
- プロジェクト・ランウェイ3（ダーリーン）
- 霊幻道士完結篇 最後の霊戦（レン）
- ゴースト～天国からのささやき シーズン1

#### アニメ
- KND ハチャメチャ大作戦（老夫人）
- ジェニーはティーン☆ロボット（テレサ）
- ラグラッツ（ディル）

### ナレーション
- 音声合成 東芝ナレーション
- 六花選
- ダヤンのふしぎなぼうけん

### ラジオ
- 夜更かしフクロウ

### 舞台
- 白南風の空 夢の伽詩（持田）
- Myu（ミュウ）

### その他
- ボイスオーバー「現代の驚異」
- ボイスオーバー「バイオグラフィー」
- ケータイアプリ 朗読「運命の夢解き体験3」
- ケータイアプリ 朗読「女生徒」

## ディスコグラフィ

### 「NightOwl」名義作品
| 枚  | 発売日        | タイトル               | 規格品番 |
| --- | ------------- | ---------------------- | -------- |
| 1st |               | 宵待ち集会             |          |
| 2nd | 2021年5月13日 | 夜明け前がいちばん暗い |          |

| 枚  | 発売日        | タイトル                      | 規格品番 |
| --- | ------------- | ----------------------------- | -------- |
| 1st | 2022年3月14日 | NightOwl+上田聡子「春花秋月」 |          |